# Paralimnophila (Paralimnophila) shewani
Paralimnophila (Paralimnophila) shewani is een tweevleugelige uit de familie steltmuggen (Limoniidae). De soort komt voor in het Australaziatisch gebied.